# Colonia San Isidro, Guerrero
Colonia San Isidro är en ort i Mexiko.   Den ligger i kommunen Coyuca de Benítez och delstaten Guerrero, i den södra delen av landet, 290 km söder om huvudstaden Mexico City. Colonia San Isidro ligger 36 meter över havet och antalet invånare är 601.
Terrängen runt Colonia San Isidro är huvudsakligen kuperad, men åt sydväst är den platt. Colonia San Isidro ligger nere i en dal. Runt Colonia San Isidro är det tätbefolkat, med 397 invånare per kvadratkilometer. Närmaste större samhälle är Acapulco, 13,4 km söder om Colonia San Isidro. I omgivningarna runt Colonia San Isidro växer i huvudsak lövfällande lövskog.